# Beauprea filipes
Beauprea filipes är en tvåhjärtbladig växtart som beskrevs av Schlechter. Beauprea filipes ingår i släktet Beauprea och familjen Proteaceae. Inga underarter finns listade i Catalogue of Life.